# Carlos Guillermo Osorio Mardones
Carlos Guillermo Osorio Mardones fue un diplomático chileno.
Alumno del Colegio Alemán y de la Escuela Militar en Santiago de Chile, hablaba bien alemán. Participó en una organización juvenil chilena nazi de los años treinta.
En el año 1946 había ingresado al servicio del Ministerio de Relaciones Exteriores de Chile y se convierte en funcionarío de carrera.
11 de agosto de 1952: Obtiene Execuátur como cónsul en Los Ángeles (USA) y en la parte sur de California
10 de julio de 1953: Cónsul en Damasco.
De 20 de julio de 1953 a 1956 fue Encargado de negocios en Damasco.
En 1959 fue secretario de tercera clase en Bad Godesberg bajo el embajador Arturo Maschke y allanó la inmigración de 236 ciudadanos de Siegburger, a la República de Chile, quienes de esta forma se establecieron en 1961 en el asentamiento Villa Baviera. En 1966 fue secretario de primera clase en Bad Godesberg bajo la gestión del embajador de primera clase Camilo Pérez de Arce Plummer (* 12 de septiembre de 1912 en Valparaíso † 4 de mayo de 1970).
También cumplió destinaciones en Uruguay en 1964.
Durante el período de Salvador Allende Osorio obtuvo Execuátur como cónsul en Bariloche en la Patagonia Argentina, en donde mantuvo estrecho contacto con los radicales conspiradores derechistas de "Patria y Libertad", a quienes ayudó a la creación de una base logística en la Patagonia vecina del sur de Chile.
Bajo Augusto Pinochet Osorio ascendió a jefe de la consular y - posteriormente - como Jefe de Protocolo. Gozaba de la confianza de los nuevos gobernantes. Una de sus últimas misiones en el exterior, fue cuando formó parte de la comitiva que acompañó al General Augusto Pinochet a Estados Unidos. Posteriormente, Guillermo Osorio firmó los pasaportes que Michael Townley y Armando Fernández usaron en su viaje para asesinar a Orlando Letelier el 21 de septiembre de 1976, en Washington, D C. Los pasaportes ya habían sido firmados y Letelier ya había sido asesinado cuando Osorio viaja a Washington.
Manuel Contreras Sepúlveda realizó visitas privadas ocasionales a su casa. Contreras fue también acompañado por el general Carlos Forestier Haengsen, el 22 de octubre a una recepción oficial a casa de Osorio. Poco después, la esposa de Osorio, encontró a su marido muerto. La autoridad investigadora indicó que se trataba de un suicidio y ordenó no practicar autopsia. En el expediente consta que el entonces vicecomandante en Jefe del Ejército, general Carlos Forestier, presionó al juez y la policía, para que no se efectuara la autopsia y para que los funerales se celebraran a la brevedad posible.